# Нулуй
Нулуй — река в России, протекает по Ельниковскому району Республики Мордовия. Устье реки находится в 294 км от устья Мокши по правому берегу. Длина реки составляет 22 км, площадь водосборного бассейна — 210 км².
Исток реки на границе с Темниковским районом в 25 км к северо-западу от села Ельники. В верховьях река течёт на восток, затем поворачивает на юг. Протекает деревни Новоямские Выселки, Новый Ковыляй, Новоармеевка, Маевка, Большая Бриловка и крупное село Новоямская Слобода. Впадает в Мокшу у деревни Старые Русские Пошаты. В межень верхнее и среднее течение пересыхают.

## Данные водного реестра
По данным государственного водного реестра России относится к Окскому бассейновому округу, водохозяйственный участок реки — Мокша от истока до водомерного поста города Темников, речной подбассейн реки — Мокша. Речной бассейн реки — Ока.
Код объекта в государственном водном реестре — 09010200112110000027865.